# NGC 7681
NGC 7681 је лентикуларна галаксија у сазвежђу Пегаз која се налази на NGC листи објеката дубоког неба.
Деклинација објекта је + 17° 18' 34" а ректасцензија 23h 28m 54,8s. Привидна величина (магнитуда) објекта NGC 7681 износи 13,8 а фотографска магнитуда 14,8. NGC 7681 је још познат и под ознакама UGC 12620, MCG 3-59-63, CGCG 454-74, PGC 71558.